# Іл-80
Іл-80 (Іл-86ВзПУ, виріб «65с», за класифікацією НАТО: Maxdome) — повітряно-командний пункт, розроблений наприкінці 1980-х років в КБ Іллюшина на базі пасажирського літака Іл-86.
Літак призначений для евакуації вищого військового та політичного керівництва Російської Федерації в загрозливий період та одночасного управління збройними силами в умовах конфлікту будь-якого ступеня інтенсивності, включно з повномасштабною ядерною війною.
Заявляється, що літак обладнаний засобами зв'язку, системами життєзабезпечення, потужною енергоустановкою. Може працювати повністю автономно, До складу екіпажу входять оператори систем та офіцери бойового управління. Детальна інформація про цей літак є державною таємницею в Російській Федерації. Також у літака відсутні ілюмінатори.
Літак періодично бере участь у парадах РФ.